# ジェイミー・キャンベル・バウアー
ジェイミー・キャンベル・バウアー（Jamie Campbell Bower, 1988年11月22日 - ）は、イギリスの俳優、モデル、ミュージシャン。ティム・バートン監督『スウィーニー・トッド フリート街の悪魔の理髪師』のアンソニー・ホープ役で知られる。

## 来歴
イングランド、ロンドン出身。父デヴィッドはギブソンの役員で母アニーは音楽プロデューサー。母方は貴族の家系であり、曽祖父はイギリス統治時代のセントビンセント・グレナディーンの総督であった。学費が高いことで知られるロンドンのパブリックスクール（私学）であるBedales Schoolに通い、National Youth Music Theatreの正式なメンバーであったこともある。友人でもある女優ローラ・ミシェル・ケリーの紹介で仕事を始め、『スウィーニー・トッド フリート街の悪魔の理髪師』に出演。ロンドンのモデル事務所セレクト・モデル・マネージメントに所属するファッションモデルだったこともあり、Diorのショーなどに出演した。また、Counterfeit と言う名のバンドで音楽活動をしている。

### 私生活
2010年、『ハリー・ポッターと死の秘宝 PART1』で共演したボニー・ライトと婚約したが、2012年に破局し婚約を解消したと報じられた。2012年から2013年にかけてリリー・コリンズと交際した。

## 主な出演

### 映画
| 公開年 | 邦題 原題                                                                                    | 役名                                 | 備考       |
| ------ | -------------------------------------------------------------------------------------------- | ------------------------------------ | ---------- |
| 2007   | The Dinner Party                                                                             | ダグラス                             | テレビ映画 |
| 2007   | スウィーニー・トッド フリート街の悪魔の理髪師 Sweeney Todd: The Demon Barber of Fleet Street | アンソニー・ホープ                   |            |
| 2008   | ロックンローラ RocknRolla                                                                    | ロッカー                             |            |
| 2008   | Winter in Wartime                                                                            | ジャック                             |            |
| 2009   | ニュームーン/トワイライト・サーガ The Twilight Saga: New Moon                                | カイウス                             |            |
| 2010   | ハリー・ポッターと死の秘宝 PART1 Harry Potter and the Deathly Hallows Part - 1               | 若年期のゲラート・グリンデルバルド   |            |
| 2010   | ロンドン・ブルバード -LAST BODYGUARD- London Boulevard                                       | ホワイトボーイ                       |            |
| 2011   | もうひとりのシェイクスピア Anonymous                                                         | 若年期のオックスフォード伯エドワード |            |
| 2011   | トワイライト・サーガ/ブレイキング・ドーン Part1 The Twilight Saga: Breaking Dawn - Part 1    | カイウス                             |            |
| 2012   | トワイライト・サーガ/ブレイキング・ドーン Part2 The Twilight Saga: Breaking Dawn - Part 2    | カイウス                             |            |
| 2013   | シャドウハンター The Mortal Instruments: City of Bones                                       | ジェイス                             |            |
| 2015   | きかんしゃトーマス 探せ!!謎の海賊船と失われた宝物 Sodor's Legend of the Lost Treasure        | スキフ                               | 声の出演   |
| 2018   | ファンタスティック・ビーストと黒い魔法使いの誕生 Fantastic Beasts: The Crimes of Grindelwald | 若年期のゲラート・グリンデルバルド   |            |
| 2024   | エマニュエル Emmanuelle                                                                      | サー・ジョン                         |            |

### テレビシリーズ
| 放映年    | 邦題 原題                                           | 役名                        | 備考       |
| --------- | --------------------------------------------------- | --------------------------- | ---------- |
| 2009      | プリズナーNo.6 The Prisoner                         | No.11-12                    | 計6話出演  |
| 2011      | CAMELOT 〜禁断の王城〜 Camelot                      | アーサー王                  | 計10話出演 |
| 2016-2020 | きかんしゃトーマス Thomas & Friends                 | スキフ                      | 声の出演   |
| 2022      | ストレンジャー・シングス 未知の世界 Stranger Things | ヘンリー・クリール/ヴェクナ | シーズン4  |